# Saudades do Brasil
Le Saudades do Brasil (1920), Op. 67, sono una suite di dodici danze per piano di Darius Milhaud. Composte dopo la visita dell'autore in America Latina tra il 1917 e il 1918, ogni danza è basata su un doppio tango o ritmo di samba e prende il nome di un quartiere di Rio de Janeiro o di una città brasiliana. Il titolo della raccolta prende il nome dal termine portoghese saudade.
Il pezzo è famoso per l'uso della politonalità.
Esiste una trascrizione per orchestra con una breve ouverture aggiunta.

## Structure
1. Sorocaba (dedicata a Madame Regis de Oliveira)
2. Botafogo (dedicata a Oswald Guerra)
3. Leme (dedicata a Nininha Velloso-Guerra)
4. Copacabana (dedicata a Godofredo Leão Velloso)
5. Ipanema (dedicata a Arthur Rubinstein)
6. Gávea (dedicata a Madame Henrique Oswald)
7. Corcovado (dedicata a Madame Henri Hoppenot)
8. Tijuca (dedicata a Ricardo Viñes)
9. Sumaré (dedicata a Henri Hoppenot)
10. Paineras (dedicata a La Baronne Frachon)
11. Laranjeiras (dedicata a Audrey Pann)
12. Paysandu: (dedicata a Paul Claudel)